# Hobart (Oklahoma)
 For alternative betydninger, se Hobart (flertydig). (Se også artikler, som begynder med Hobart)
Hobart er en amerikansk by og administrativt centrum for det amerikanske county Kiowa County i staten Oklahoma. I 2000 havde byen et indbyggertal på 3.997.

## Ekstern henvisning
- Hobarts hjemmeside (engelsk)

35°01′35″N 99°05′27″V / 35.0264°N 99.0908°V